# جزيرة نيلسون (ألاسكا)
جزيرة نيلسون (بالإنجليزية:  Nelson Island)‏ هي جزيرة تقع في جنوب غرب ألاسكا في الولايات المتحدة الأمريكية.
طولها 68 كم وعرضها من 32 إلى 56 كم. مساحتها 2183 كم مربع. وتحتل الرتبة 15 ضمن أكبر جزر الولايات المتحدة .

## أصل التسمية
سُمّيت جزيرة نيلسون على اسم إدوارد ويليام نيلسون، عالم الطبيعة في معهد سميثسونيان الذي درس الجزيرة في عام 1878.

## ديمغرافيا
ذكرت جزيرة نيلسون في التعداد السكاني الأمريكي لعامي 1930 و1940 كمنطقة غير مدمجة (والتي شملت 5 قرى في تعداد عام 1940، بما في ذلك نيفورتوليموت، نيغتمويت (نايتموت)، بنجورتاليك، تانوناك (تونوناك)، وأوكاك). ولم يتم الإبلاغ عنها ككيان منفصل منذ ذلك الحين.